# Флаг Центрального административного округа
Флаг Центра́льного администрати́вного о́круга города Москвы Российской Федерации.
Утверждён 27 июля 2001 года и внесён в Геральдический реестр города Москвы с присвоением регистрационного номера ?.

## Описание
Представляет собой пурпурное прямоугольное полотнище с соотношением ширины к длине, как 2:3. В центральной части — прилегающий к нижнему краю полотнища жёлтый холм со стоящим на нём всадником с вытянутой вперёд правой рукой ладонью вниз, в белых доспехах и голубой мантии, на белом коне, полуобращённом от древка, с занесённым правым передним копытом. Габаритные размеры изображения всадника на холме составляют 9/10 ширины и 8/15 длины полотнища флага.

## Обоснование символики
Всадник, стоящий на холме, символизирует основателя Москвы — Великого князя Юрия Долгорукого, и Боровицкий (Кремлёвский) холм, с которого началось заселение Москвы.